# Jos Vranken (1900-1974)

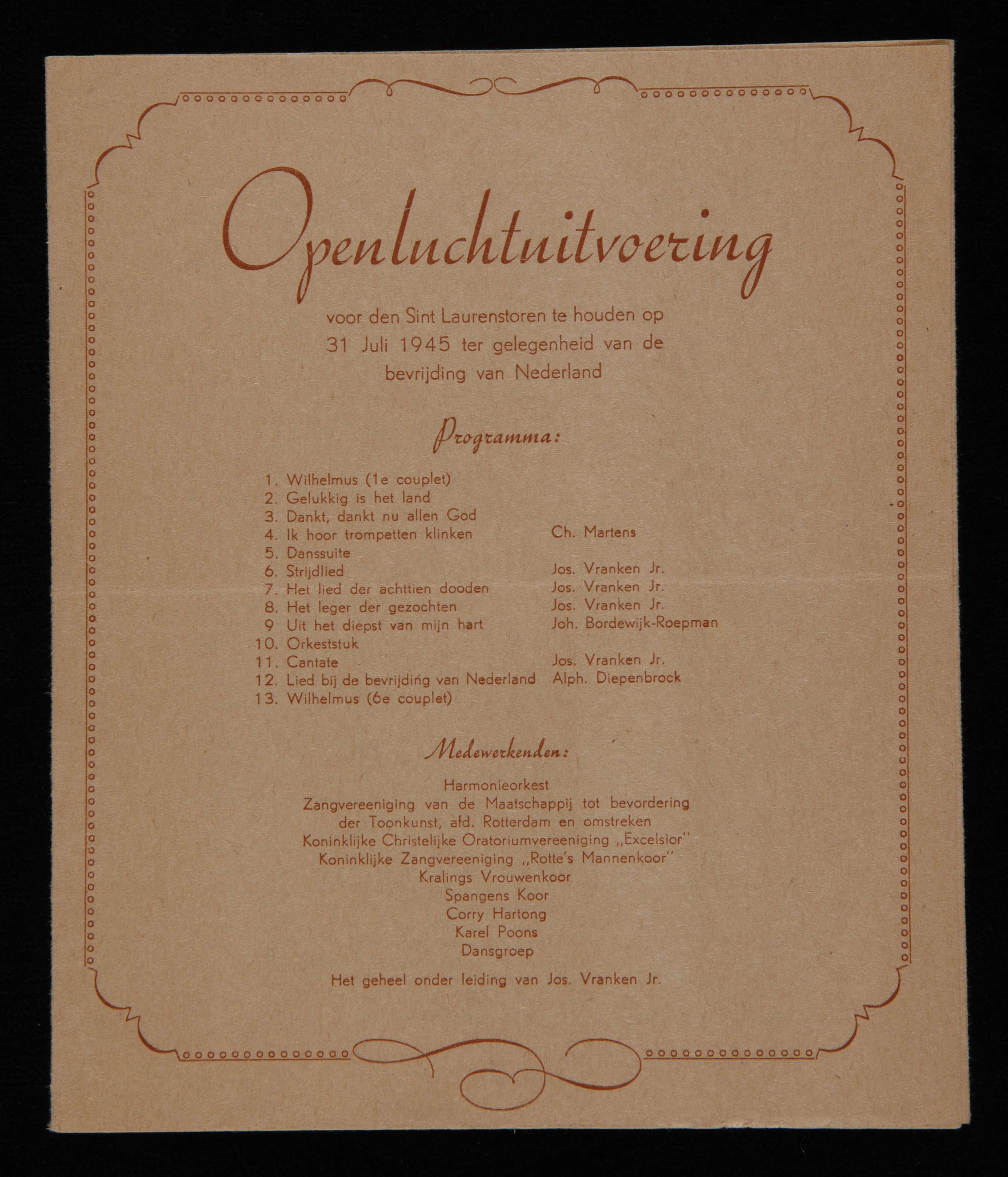
Programma 31 juli 1945 onder leiding van Vranken

Joseph Jacob Hubert (Jos II) Vranken (Utrecht, 18 mei 1900 – Den Haag, 1 februari 1974) was een Nederlands (koor-)dirigent.

## Familie
Jos II was een telg uit de familie Vranken die vier generaties musici telt. Hij was zoon van Johanna Alettha Elisabeth Ebbers en musicus Jos Vranken. Grootvader Jacques Vranken, oom Alphons Vranken en broer Jaap Vranken waren ook musici. Hijzelf trouwde met Josephina Maria Koemans. Hij werd, zelf een junior, ook wel aangeduid als Jos Vranken sr. omdat zijn zoon  Jos Vranken (jr.) ook weer koordirigent was, meest in het Westland.

## Loopbaan
Jos II kreeg zowel les van zijn vader (kerkmuziek en compositieleer), Wouter Hutschenruyter (piano en muziektheorie) als van Arthur Löwenstein (directie en orkestratie). Hij was jarenlang cantor- organist van de Elandkerk in Den Haag.
Hij werd koorleider van vooraanstaande koren in Den Haag en omgeving. Zo leidde hij "Venlona", Koninklijk Mannenkoor "Die Haghe Sangers" (tot 1968), "Cantate Domini" (Den Haag), "Cantate Mariae Immaculatae" (Den Haag) en van 1938 tot aan zijn dood de "Koninklijke Zangvereeniging Rotte's Mannenkoor". Met dat laatste koor zou hij een concertreis naar Hongarije ondernemen, maar overleed plotseling. Tevens stond hij voor het "Amersfoortse Mannenkoor" en Orkest Camerata". Diverse componisten uit binnen- en buitenland schreven werken voor zijn koren: Kees van Baaren, Henk Badings, Johanna Bordewijk-Roepman, Lex van Delden, Anthon van der Horst, Louis Toebosch, Jean Absil, Paul Hindemith, Gian Francesco Malipiero, Bohuslav Martinů en Goffredo Petrassi. Via de moderne componisten probeerde hij vernieuwingen binnen de kerkmuziek tot stand te brengen. Daarentegen werd hij omschreven als specialist van middeleeuwse polyfonie.
Organist Jan Schmitz is een leerling van hem. 
In 1945 was Jos Vranken lid van de Ereraad die Willem Mengelberg veroordeelde tot een levenslang dirigeerverbod
Na zijn overlijden vond een avondmis plaats in de Elandkerk en op de dag van de begrafenis een plechtige H. Mis van Requiem; hij werd begraven op Westduin. Zijn Bericht van overlijden meldt een lijst eerbetonen:
- ridder in de Orde van Oranje Nassau
- ridder in de Silvesterorde
- diplome de médaille argent de l’Arts Sciences et Lettres
- herinneringsmedaille van het Koninklijk Huis
- gouden medaille van de Nederlandse Sint-Gregoriusvereniging
- erelid en eredirigent van zangverenigingen in binnen- en buitenland.

Zoon Jos Vranken jr. (1939) eerde zijn vader in 2023 middels een concert aan boord van het schip MS. Jos Vranken, dat naar zijn vader is vernoemd. Hijzelf werd ook geëerd vanwege een jubileum.  